# Портрет Петра Христиановича Витгенштейна
«Портрет Петра Христиановича Витгенштейна» — картина Джорджа Доу и его мастерской из Военной галереи Зимнего дворца.
Картина представляет собой погрудный портрет генерал-майора Петра Христиановича Витгенштейна из состава Военной галереи Зимнего дворца.
Во время Отечественной войны 1812 года генерал-лейтенант Витгенштейн командовал 1-м отдельным пехотным корпусом, отличился в сражении под Клястицами, где был ранен, за руководство вторым сражением под Полоцком был произведён в генералы от кавалерии. Во время Заграничных походов командовал отдельной армией на северном направлении, захватил Кёнигсберг и Берлин, а далее с отличием находился в сражениях под Лютценом и Лейпцигом; в начале 1814 года из-за ран оставил армию и уехал на лечение.
Изображён в генеральском мундире, введённом для кавалерийских генералов 6 апреля 1814 года. Через плечо переброшена Андреевская лента; на шее крест австрийского Военного ордена Марии Терезии 2-й степени; по борту мундира из-под ленты виден кресты орденов Св. Георгия 2-го класса и прусского Красного орла 2-й степени; справа на груди золотой крест за взятие Праги, серебряная медаль «В память Отечественной войны 1812 года» на Андреевской ленте и бронзовая дворянская медаль «В память Отечественной войны 1812 года» на Владимирской ленте, звёзды орденов Св. Андрея Первозванного, Св. Георгия 2-го класса и Св. Владимира 1-й степени. С правого края чуть ниже эполета трудноразличимая подпись художника: painted from nature by G Dawe RA. С тыльной стороны картины надписи: Ct Witgenstein и Geo Dawe RA pinxt . Подпись на раме: Графъ П. Х. Витгенштейнъ 1й, Генер. Отъ Кавалерiи.
Портрет был написан в промежуток между июнем 1819 года (когда Д. Доу приехал в Россию) и апрелем 1823 года, поскольку Г. Доу по заказу петербургского книготорговца С. Флорана гравировал этот портрет в Лондоне с указанием даты 1 мая 1823 года; один из сохранившихся отпечатков гравюры также имеется в собрании Эрмитажа (бумага, меццо-тинто, 67 × 48 см, инвентарный № ЭРГ-356). 7 сентября 1825 года готовый портрет был принят в Эрмитаж .
В собрании музея-панорамы «Бородинская битва» имеется раскрашенная цветная акватинта с галерейного портрета, а также овальная миниатюра работы Весли (кость, темпера, 8,6 × 7 см, 1-я половина XIX века, инвентарный № Ж-147), прототипом для которой также послужил галерейный портрет.

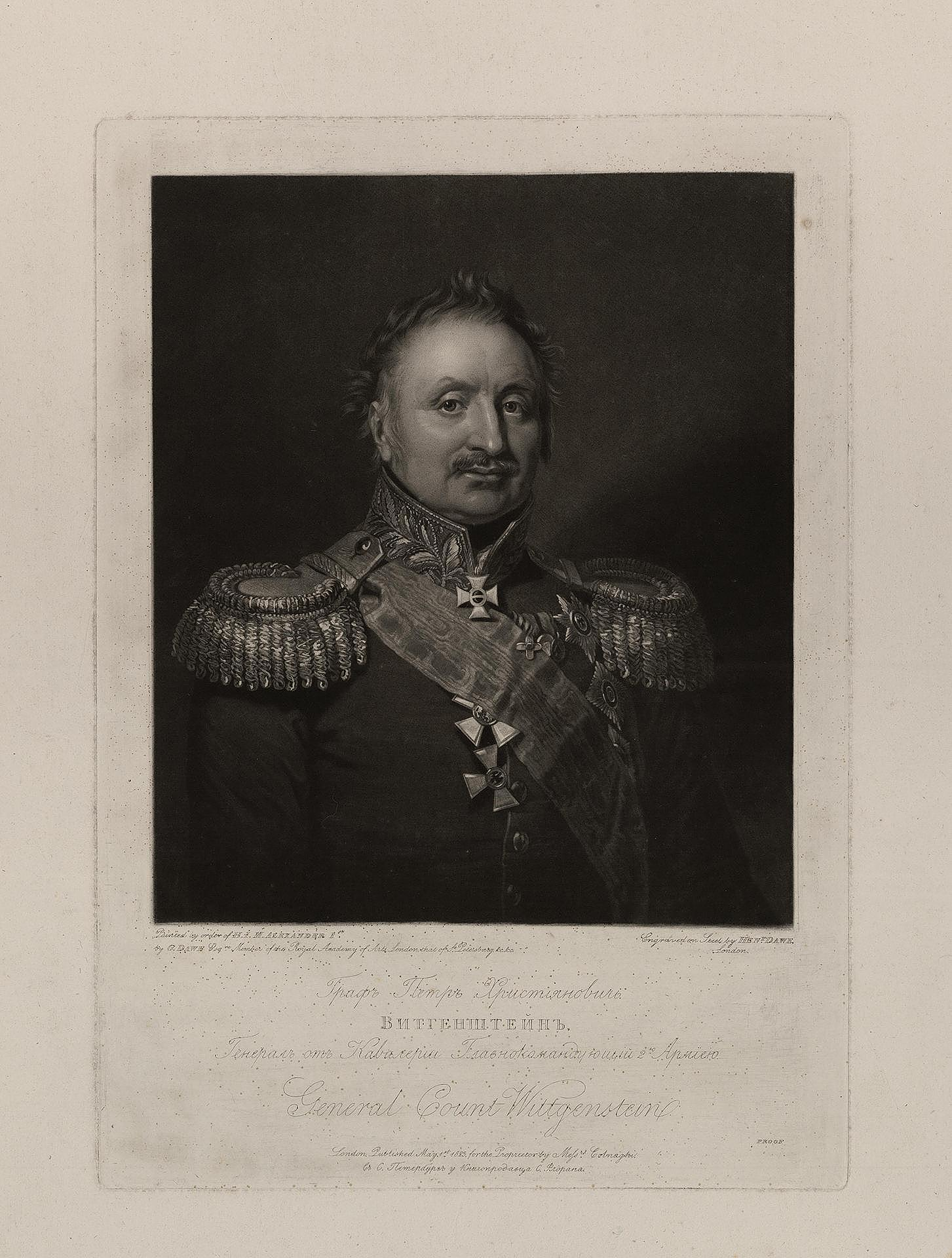
Гравюра работы Генри Доу. Эрмитаж
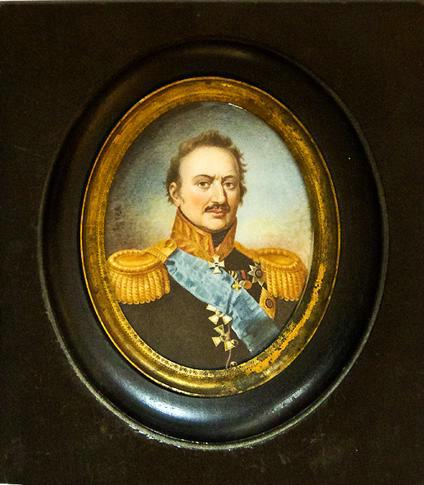
Миниатюра работы Весли. Бородинская панорама